# Callulina kreffti
Callulina kreffti là một loài ếch trong họ Brevicipitidae (trước đây xếp trong họ Nhái bầu). Chúng được tìm thấy ở Kenya và Tanzania. Các môi trường sống tự nhiên của chúng là các khu rừng ẩm ướt đất thấp nhiệt đới hoặc cận nhiệt đới, các khu rừng vùng núi ẩm nhiệt đới hoặc cận nhiệt đới, vườn nông thôn, và các khu rừng trước đây bị suy thoái nặng nề. Loài này đang bị đe dọa do mất môi trường sống.